# Showascalisetosus shimizui
Showascalisetosus shimizui är en ringmaskart som beskrevs av Imajima 1997. Showascalisetosus shimizui ingår i släktet Showascalisetosus och familjen Polynoidae. Inga underarter finns listade i Catalogue of Life.